# 라진항
라진항(羅津港, 표준어: 나진항)은 조선민주주의인민공화국 북동부 라선특별시에 위치하는 항구이다.

## 개요
라선특별시의 라진구역에 소재한다.

## 무역항
라진항은 3개의 부두가 있으며, 제1부두는 및 제2부두는 북한이 사용하며, 라진항과 한국·부산광역시의 부산항을 묶는 동영해운이 운행하는 컨테이너 항로를 위해서 사용되고 있다. 그 외에도 러시아 무역선들이 하역한다.
제3부두는 화물을 실어나르는 부두이지만, 중화인민공화국과 북한이 체결한 계약에 의해, 중국이 사용권을 획득했다. 중국의 동북지방에서 남방으로의 화물의 수송 루트로서 사용될 예정이다.

## 교통
평라선과 함북선의 기점인 라진역과 항만 인입선로로 연결되어 있다.

## 같이 보기
- 나진-하산 프로젝트
- 라진선봉 경제특구